# Festa de Nossa Senhora do Rosário no Seridó

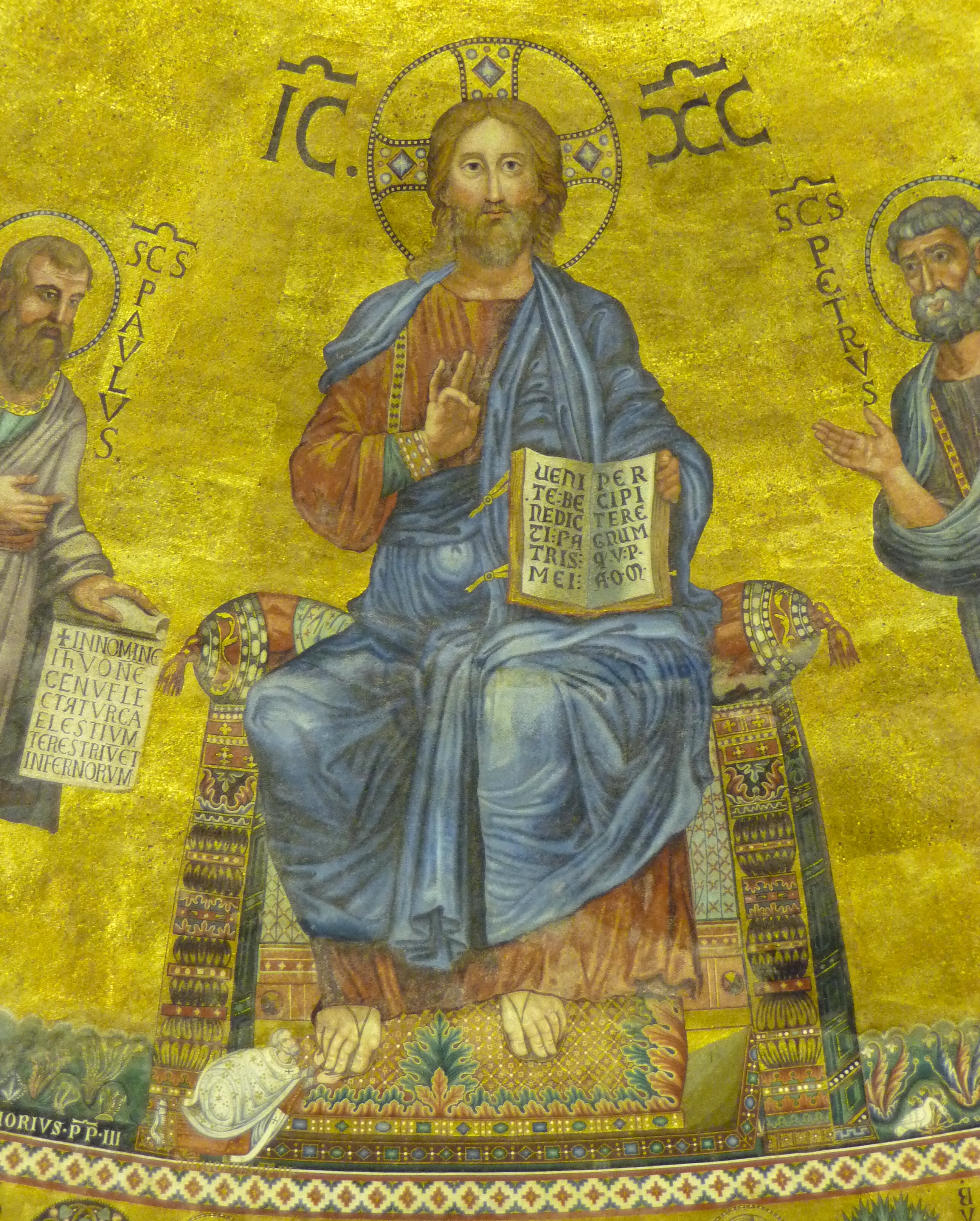
A igreja como símbolo de poder e de identidade cultural

A Festa do Rosário no Seridó ou Festa de Nossa Senhora do Rosário no Seridó é uma manifestação religiosa católica, muitas vezes aliada a elementos africanos, que acontece na região do Seridó. Nessa geolocalização foram criados grupos que possuíam devoção à Nossa Senhora do Rosário, unidos em confrarias que promovem a organização das festas. A Festa do Rosário já aconteceu em cidades seridoenses, como Acari, Jardim de Piranhas e Currais Novos, mas em 2024 se mantém nas cidades de Caicó, Jardim do Seridó e Serra Negra do Norte.
A Festa de Nossa Senhora do Rosário é celebrada no mês de outubro em Caicó-RN. Mas em outras cidades a festa é celebrada no mês de dezembro em virtude da Nossa Senhora do Rosário ser a mesma Nossa Senhora da Conceição, sendo dezembro o mês de Nossa Senhora da Conceição. Mas o mês de outubro se oficializou como mês da Festa do Rosário em decorrência de uma guerra entre portugueses e os turcos, essa batalha ficou conhecido como Batalha de Lepanto. Nessa batalha havia muitas pessoas negras do lado de Portugal que foram chamados para lutar contra os turcos. No momento mais crítico da guerra, os turcos estavam em grande vantagem. Foi então que os negros devotos sugeriram ao comandante do navio português que colocasse a imagem de Nossa Senhora do Rosário na proa do navio. A partir desse momento houve uma reviravolta na batalha. Conta-se que Nossa Senhora surgiu diante do comandante turco e esse veio a perder os sentidos ficando desequilibrado e perdendo a batalha. Como esses acontecimentos ocorreram no mês de outubro, ficou sendo esse mês dedicado a Nossa Senhora do Rosário.

## Festividades suspensas

### Currais Novos

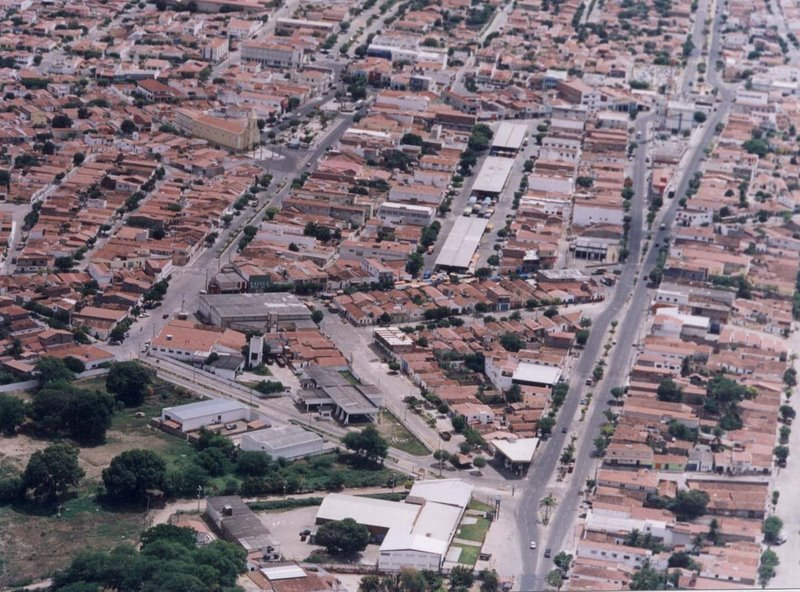
Currais Novos-RN

O historiador Muirakytan K. Macêdo revela que não há registros que indiquem o motivo sobre a desativação da agremiação em Currais Novos, fundada no final do século XIX.  Na primeira década século XX, estava ligada entre as irmandades da paróquia e pode ter sido refundada juntamente com o altar de São Vicente nos anos 1940, mas ficou sem funcionar por muito tempo. Em 2011, foi reativada  para a Festa de Nossa Senhora das Lourdes, padroeira do bairro do Brejo, em Currais Novos. 

### Acari

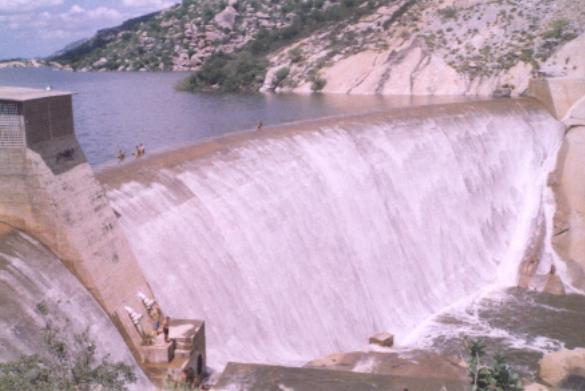
Acari-RN

Já as Festas do Rosário que ocorriam na cidade de Acari remontam o período de 1867, quando na igreja de Nossa Senhora da Conceição foi dedicada para a Nossa Senhora do Rosário, que teve a antiga imagem substituída. Porém, mesmo com uma igreja para fazer os festejos, foi somente na década de 1930 que foi realmente fixada a comemoração da Festa do Rosário e tinha como data para a realização das comemorações entre a última semana de dezembro e o primeiro dia do ano novo. Com o passar do tempo, muitas das irmandades responsáveis pela organização da festa deixaram de funcionar e, consequentemente, também deixaram de realizar a festa comemorativa que realizavam para a santa Nossa Senhora do Rosário. A cidade de Acari é um exemplo, pois não existe mais a Festa do Rosário na cidade, além disso a memória sobre a festa é pouca e os registros escritos que a cidade tem dizem mais sobre os fundadores portugueses e não destacam os feitos da comunidade negra do local, fazendo com que a ideia de uma ausência da população negra na cidade ocorra. Existem poucos relatos escritos sobre a irmandade na cidade de Acari, o que se tem é uma história recente sobre a irmandade na cidade que se refere a um homem que se chamava Manuel Beie.
Manuel Beie foi o responsável e o principal agente da Irmandade de Nossa Senhora do Rosário, mas com a sua morte a irmandade da cidade finalizou as suas atividades. Não se encontra muitos escritos sobre as realizações e atividades que ocorriam na festa em Acari, mas a descrição mais antiga sobre o evento é de 1974, escrito por Jaime Santa Rosa, que apresenta um breve relato sobre a Festa da Irmandade. Rosa menciona que a festa se realizava antes pelos escravos, eles se vestiam a caráter e desempenhavam o papel de rei ou rainha (dentre outros personagens), realizando passeatas musicais com pífaro e muita dança.
As datas de 1920 até 1970, estão marcadas na memória dos moradores mais antigos da cidade, porque foi nesse período que a festa da irmandade teve um bom destaque na cidade de Acari, o que mais se encontra são os relatos orais que revelam a presença das pessoas e a realização da festa. Os relatos orais da família Beie e Cajazeiras destacam a presença de uma corte (rei, rainha ou escrivães), homens que praticavam a dança, ou do pulo e da banda, usavam vestimentas brancas e iam de casa em casa pedir ajuda aos moradores para ajudar na manutenção da irmandade. Os dias de festejo eram marcados por muita animação, pois a festa apresentava dança e música e isso durou até a morte de Manuel. A festa da irmandade parou de funcionar dois anos antes da morte de Manuel Beie, em 1970, a festa de Nossa Senhora do Rosário ainda ocorre, mas a sua realização não é tão grande. A Festa de Nossa Senhora do Rosário, na cidade de Acari, vai se resumir somente a prática religiosa, com novenas missas e profissões.

### Jardim de Piranhas

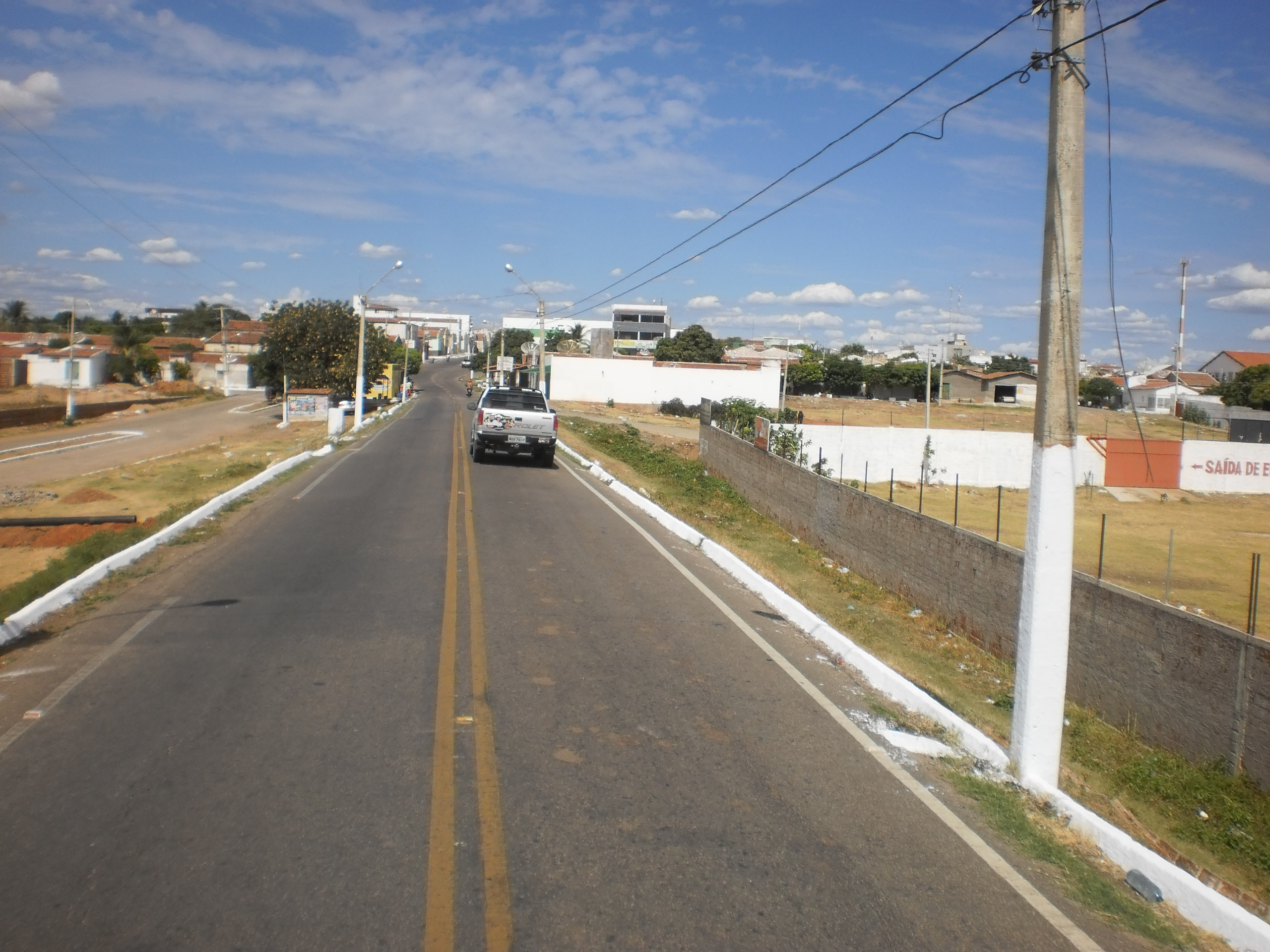
Jardim de Piranhas-RN

Na cidade de Jardim de Piranhas não se tem muita informação ou uma pesquisa mais aprofundada sobre a irmandade do Rosário, mas sabe-se que na cidade tem uma evidência arquitetônica da presença da Casa do Rosário.
A região do Seridó é um local que durante muito tempo historiadores e escritores locais passaram a escrever que a presença dos negros na região não foi tão grande e que a região teria sido formada por um grupo maior de pessoas que eram ou descendiam dos portugueses que chegaram no local. Porém, a persistência negra e a sua cultura, ficaram enraizadas na Festa de Nossa Senhora do Rosário  que ocorriam na cidade de Caicó, Jardim do Seridó, São João do Sabugi, Currais Novos e Acari, essa atividade se tornaram bem importantes para o estudo da questão afro-brasileira no Rio Grande do Norte.

### Semelhanças

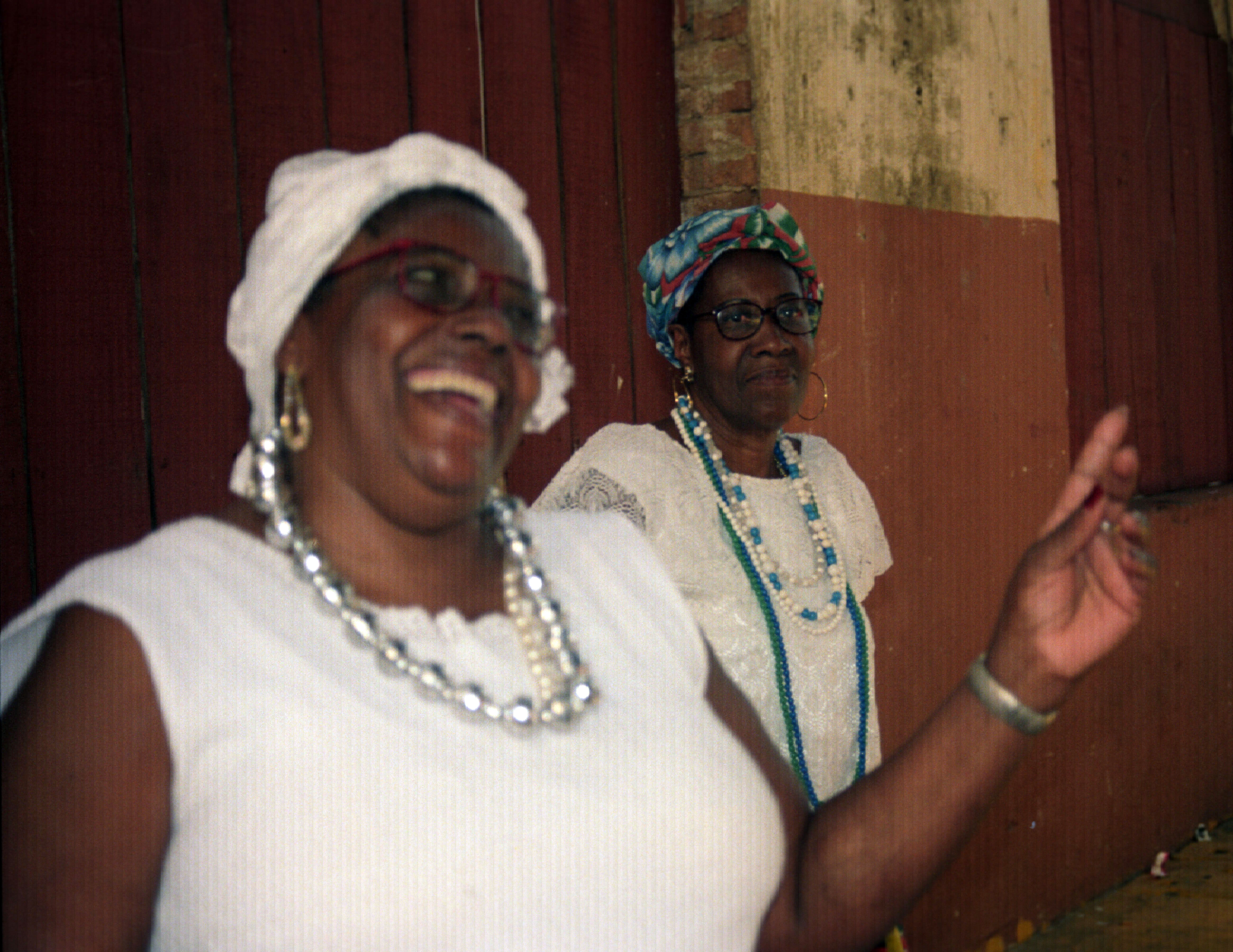
Festejos dos povos negros

As irmandades do Rosário que ainda existem no Seridó possuem algumas semelhanças, como os traços coloniais: a corte sendo composta por reis, juízes e súditos. Os reis e os juízes exercendo cargos que são divididos em dois grupos: “perpétuos” e “do ano”. Do grupo “perpétuos” os cargos são duradouros, pois os reis, rainhas e juízes só são substituídos em caso de falecimento ou renúncia. E quando isso ocorre os membros que fazem parte da irmandade se reúnem e decidem o substituto. Os reis e juízes “do ano” são escolhidos no final da festa em um encontro realizado pelos membros da irmandade.
No período da Festa do Rosário, os grupos de músicos e “saltadores” costumam desfilar pelas ruas da cidade, e fazem apresentações com suas coreografias e assim fazem arrecadações para a irmandade. Eles também fazem apresentações em casas onde são convidados, e recebem ofertas monetárias como retribuição pela apresentação. Durante a festa, no período da noite, seguem com o cortejo conduzindo a corte para a igreja, sendo escoltados pelos lanceiros, bandeiras, tambores e pífaros.
Nessa organização do festejo, uma parcela de membros da irmandade integram o grupo de batedores de caixas, bumbos, tocadores de pífanos, dançarinos ou “saltadores” e os porta-bandeira. Essa parcela de pessoas que ficam responsáveis pela música e a dança se apresentam com uma música totalmente instrumental. Dançarinos geralmente portam um bastão nas mãos que é enfeitado por fitas coloridas, que se assemelham a uma lança (espontão). A coreografia que fazem recebe o nome de “Dança do Espontão”. Já o porta-bandeira ele fica a frente do grupo carregando uma bandeira com a imagem de Nossa Senhora do Rosário.
Nos eventos que ocorrem fora da esfera religiosa é bem comum que tocadores, dançarinos e porta-bandeiras façam apresentações em nome das irmandades, contudo, não são todos que participam, pois os reis e juízes só se apresentam durante as festividades religiosas.

### Distinções
As irmandades também possuem suas distinções, como é o caso da forma de administração de cada igreja, e se distinguem nas danças e na forma como tocam as músicas. Outra distinção das irmandades na região seridoense é que as datas comemorativas da Festa do Rosário não são celebradas em uma data específica, depende de cidade para cidade, alguns lugares comemoram no mês de outubro, enquanto há cidades que as festividades acontecem entre o mês de dezembro e o primeiro dia do ano novo.

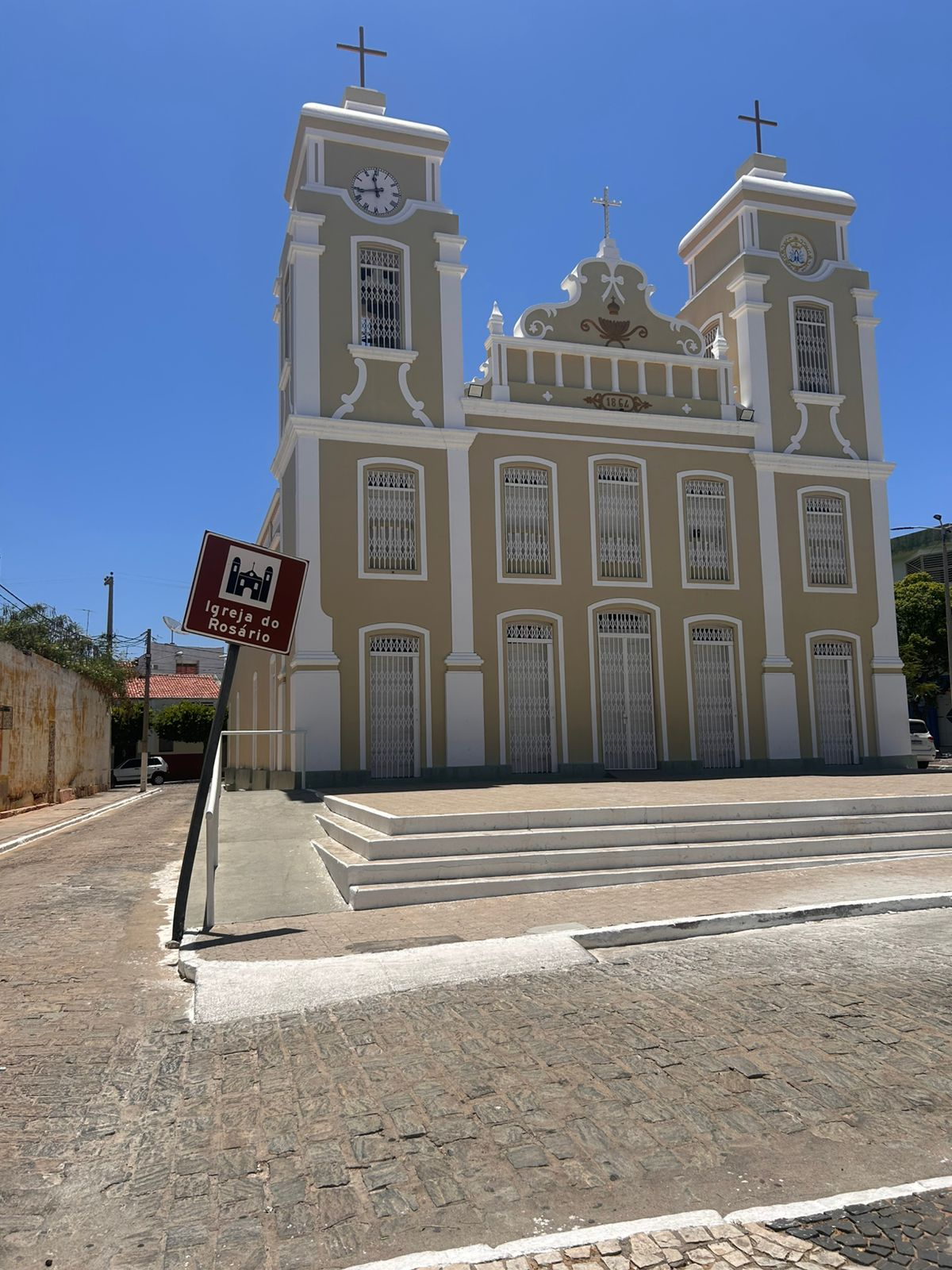
Santuário do Rosário Caicó, Rio Grande do Norte

A Festa de Nossa Senhora do Rosário na cidade de Caicó é uma festa da Igreja Católica, realizada no mês de Outubro em homenagem ao dia da referida Santa, que é comemorado anualmente no dia sete. A festa se inicia na terceira semana de outubro e dura dez dias, iniciando sempre em uma quinta-feira com a procissão de abertura e encerrando em um domingo, com a procissão de encerramento. Entre as duas solenidades, ocorrem as novenas.
Além da parte religiosa, existe também uma parte social, onde ocorrem shows musicais com artistas locais, venda de comidas típicas, leilão para arrecadação de dinheiro em prol da Igreja e da diocese, parques de diversão e uma série de eventos que atraem a participação de moradores da região central da cidade, dos bairros vizinhos e de cidades próximas. A Festa do Rosário não possui a mesma dimensão em tamanho e número de participantes, se comparada a Festa de Santana de Caicó, mas possui sua importância e relevância no cenário religioso e cultural na cidade.
A festa é realizada no interior e no entorno da Igreja de Nossa Senhora do Rosário, localizada no centro da Cidade de Caicó, e além da organização da Diocese, conta com a organização da Irmandade de Nossa Senhora do Rosário.
A irmandade de Nossa Senhora do Rosário em Caicó é uma instituição criada no século XVIII, mais precisamente e de forma oficial em 1773 com a aprovação do seu estatuto junto a Coroa Portuguesa. Embora, desde 1771 já se estivesse em pleno funcionamento, contando com 34 integrantes. O grupo teve origem com o intuito de acolher pessoas escravizadas e fugitivas, não possuindo, de início, nenhuma relação com a Igreja.
Por ser criada por pessoas escravizadas de origem africana, a Irmandade buscava expressar sua fé seguindo as tradições oriundas de seus povos originários, assim, elementos como as danças, utilização de instrumentos próprios, entre outras características foram sendo incorporadas nas solenidades da Festa do Rosário, então organizada por esta Irmandade, tradições que permanecem até 2024, mesmo após o ingresso da Igreja Católica na organização e realização das festividades.
A Irmandade possui uma estrutura de organização que se afirma durante a Festa do Rosário. Em seus quadros existem diferentes funções, como Membros Definidores, um juiz, um escrivão, um tesoureiro, e um rei e uma rainha, eleitos anualmente por meio de eleição interna entre membros, sempre no mês da festa, quando as solenidades acontecem no sentido de confirmar os escolhidos em cada cargo.
Além da Irmandade vinculada à Igreja, em 2013 foi criada a Associação Comunitária e Cultural dos amigos dos Homens Pretos do Rosário de Caicó,  classificada como uma organização civil que visa manter as tradições para além do período da festa, oferecendo cursos e oficinas, mantendo um memorial em sua sede que fica localizada no bairro João XXIII, sempre voltada à valorização das tradições que fazem parte da estrutura da Festa do Rosário e tudo que está envolvido neste universo.

### A celebração da Festa do Rosário na cidade de Caicó-RN

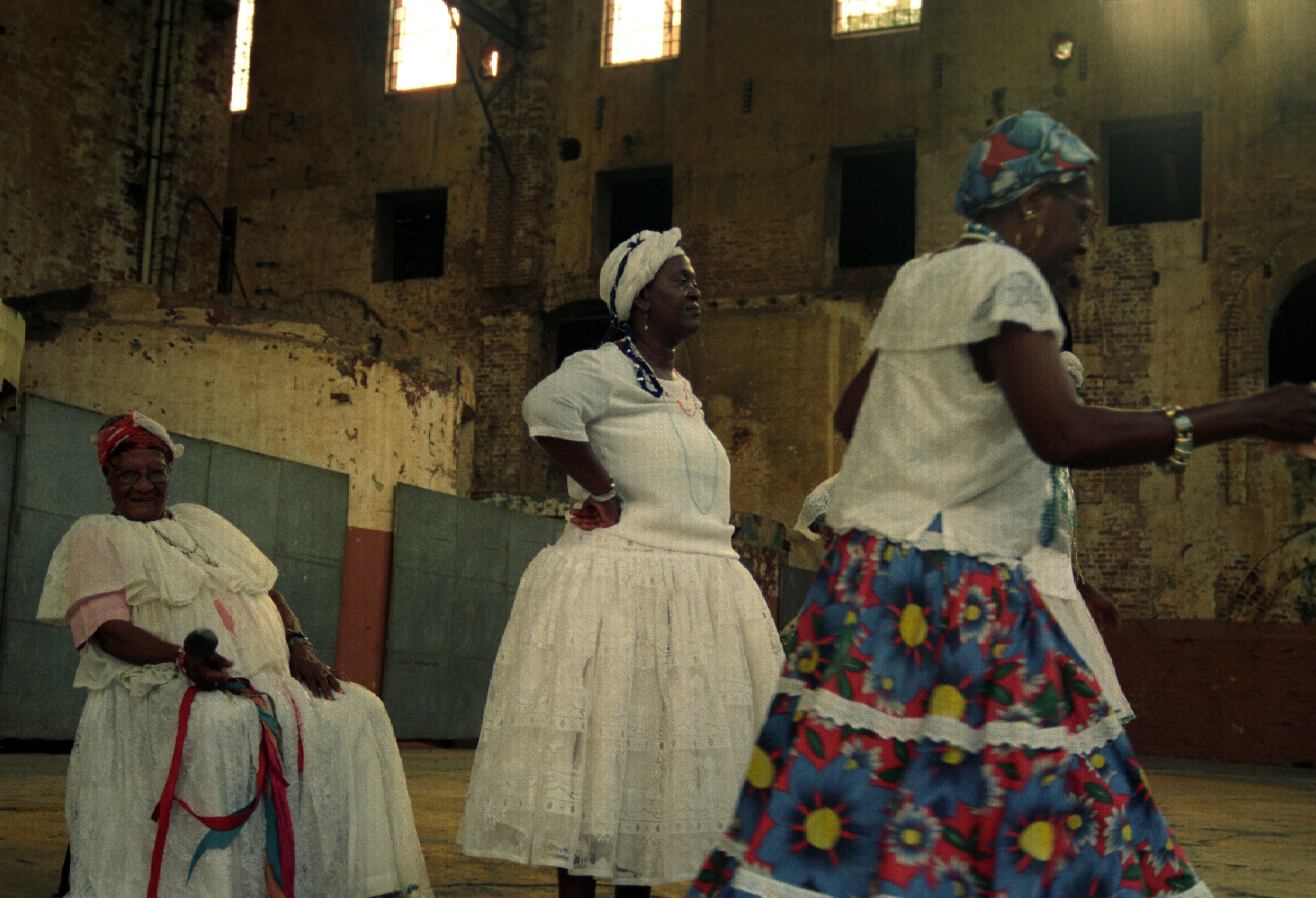
A religião como símbolo de festa

A Festa do Rosário é uma celebração que ocorre em todo o Seridó, em várias cidades seridoenses. Entre tantas cidades, existe um destaque maior para as celebrações que ocorrem na cidade de Caicó-RN, por conta de seu comércio local, por ser uma das cidades mais movimentadas e desenvolvidas da região, por sua riqueza cultural e trajetória histórica marcada especialmente pelo caráter religioso.
A Festa do Rosário é um evento religioso em homenagem a Nossa Senhora do Rosário. Essa santa é a mesma Maria, mãe de Jesus. O nome da santa ficou conhecido como Nossa Senhora do Rosário devido o fato da santa sempre pedir a seus devotos que rezem o rosário. O significado da palavra rosário é “coroa de rosas”, onde cada rosa dessa coroa corresponde a uma oração à Maria, mãe de Jesus.
Um fato que aconteceu na África, quando uma imagem de Nossa Senhora do Rosário apareceu no continente africano. A imagem da santa veio do mar da África e apareceu na areia da praia, muitos africanos trataram aquela imagem com muita alegria, dançando e tocando instrumentos musicais. Foi a partir daí que a devoção africana ficou mais evidente, pois os africanos trataram como uma deusa e passaram a adorar aquela imagem e pediam por proteção contra qualquer força maligna. Quando os padres brancos chegaram no continente africano se depararam com os africanos homenageando aquela santa, foi quando os padres reconheceram que se tratava da imagem de Nossa Senhora do Rosário e passaram a ensinar novas orações aquele povo.

A participação das pessoas negras é muito marcante no contexto histórico ligado a Nossa Senhora do Rosário. Eles sempre estiveram presentes nesse momento de culto, até mesmo antes das irmandades. Os negros mesmo querendo participar das missas eram barrados na porta da igreja, por isso as irmandades foram uma forma das autoridades religiosas aceitaram a entrada destas nos templos, onde eles também poderiam participar das missas e outros benefícios católicos. Além da permissão de assistir as missas, a  população negra tinha outros benefícios de assistência social e alforrias. No entanto, existia a separação social onde os negros não podiam se misturar com os brancos. Outra diferença estava relacionada a forma de cultuar, os negros eram livres para adorar da mesma forma que adoravam quando moravam na África, utilizando instrumentos musicais e danças de origem.

Localização geográfica da cidade de Jardim do Seridó

A cidade de Jardim do Seridó comemora a Festa de Nossa Senhora do Rosário desde o ano de 1863, que teve como marco inicial uma época de transformações políticas, econômicas e sociais que resultou no processo de emancipação religiosa. Houve a nomeação do Padre Francisco Justino Pereira de Brito para cuidar dos assuntos religiosos em Jardim do Seridó, durante a segunda metade do século XIX. Nesse período o espaço Jardinense estava passando por uma transição do rural para o urbano, por isso a antiga capela de Nossa Senhora Conceição foi transformada em uma Igreja Matriz, com um templo maior, e em um dos altares laterais colocou-se a imagem de Nossa Senhora do Rosário. A imagem era uma peça de madeira, de meio metro de altura com características de imagens portuguesas, sendo uma imagem que tinha mais de cem anos.
A Festa de Nossa Senhora do Rosário surgiu depois da chegada dessa imagem na cidade de Jardim do Seridó, em 1963. Cujo culto da devoção da Virgem do Rosário é de negros, libertos ou cativos. Essa devoção foi transformada em festa, em 1863 através de Joaquim Antônio do Nascimento. A história oral tem várias narrativas a respeito da chegada da imagem de Nossa Senhora do Rosário em Jardim do Seridó, passadas de geração para geração. Segundo o depoimento do senhor José Fernandes do Amaral, a imagem de Nossa senhora do Rosário apareceu em uma serra e só foi tirada dessa serra por negros, e sempre que essa imagem era tirada dessa serra ela voltava para o mesmo lugar que estava, sem ninguém colocar ela lá. Quando os negros foram buscar ela em procissão com batucada para a Igreja Matriz, ela não voltou mais para a serra e ficou conhecida como Nossa Senhora do Rosário pelo fato dos negros conseguirem tirar a imagem dela daquela serra.
Embora a Festa de Nossa Senhora do Rosário tenha iniciado em 1863, a criação da irmandade do Rosário, só aconteceu no ano de 1885, quando a Assembleia Legislativa da Província do Rio Grande do Norte aprovou o estatuto da congregação. Nesse período, a Igreja e o Estado estavam ligados através dos laços do Padroado, sendo o Estado responsável pelos assuntos religiosos, como a criação das irmandades. A irmandade de Nossa Senhora do Rosário, da cidade de Jardim do Seridó foi criada através da Lei nº 951, de 16 de abril de 1885 que disponha da organização da estrutura da sociedade. No artigo 1º instituía a irmandade de Nossa Senhora do Rosário na Freguesia de Nossa Senhora da Conceição, que foi onde a imagem foi colocada e as pessoas deviam parte dessa sociedade religiosa. 
A Festa Nossa Senhora do Rosário é comemorada nos dias 30 e 31 de dezembro, e 1º de janeiro.  A festa conta com a participação de dois grupos de negros do Rosário, o da cidade de Jardim do Seridó chamado de “Caçotes”, e o da comunidade rural Boa Vista dos negros, localizada no município de Parelhas.  As festas não são únicas para os negros do Rosário, cada pessoa constrói seus próprios textos de festa a partir de suas memórias ou de suas vivencias. Como foi o caso da narrativa historiográfica do senhor José Fernandes do Amaral.
Aqueles que fazem parte do grupo do reisado possuem vários cargos, como os de rei e rainha do ano, rei e rainha perpétuos, juiz e juíza, juiz e juíza perpétuos, escrivão e escrivã, presidente e presidenta e guardas de honra. Em relação ao rei e a rainha, eles possuem duas variações dentro da irmandade que é o rei e a rainha do ano (cada ano os membros escolhem, por indicação, um homem e uma mulher para serem o rei e a rainha da festa) e o rei e a rainha perpétuos (sempre serão considerados, dentro da irmandade, como rei e rainha) e esses cargos variam ao longo da história de cada irmandade ao decorrer dos anos.

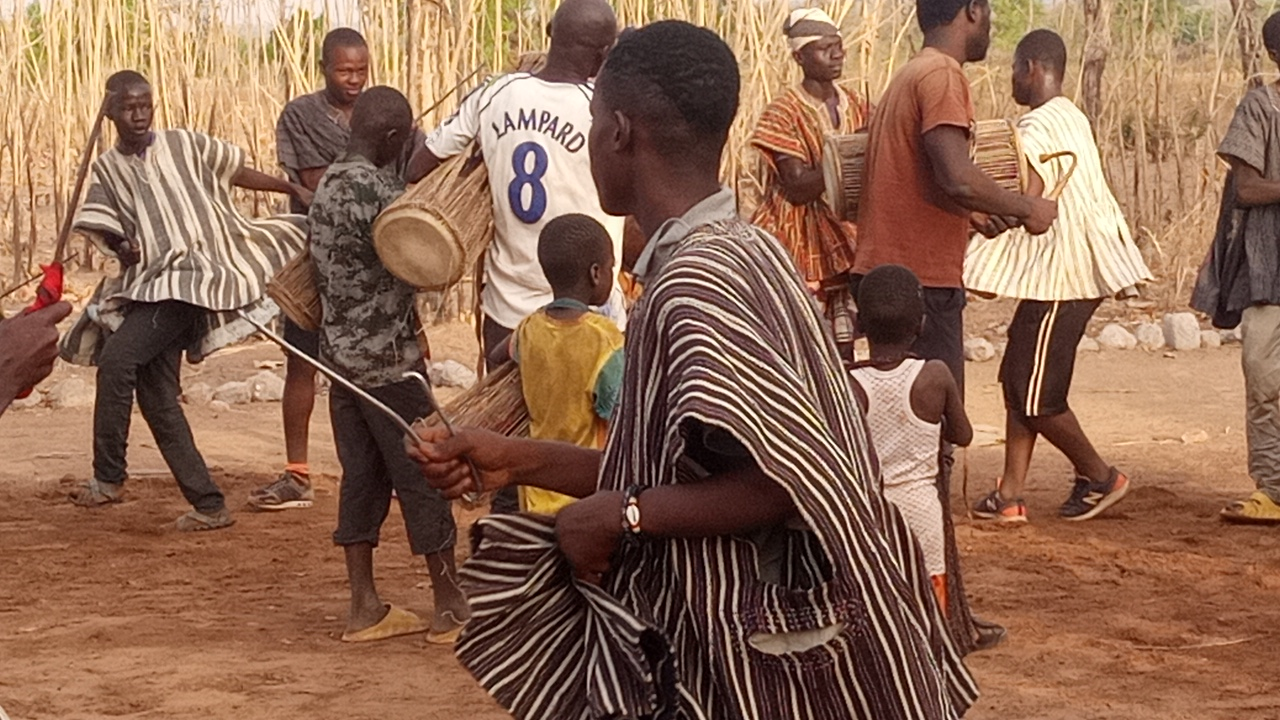
A dança como uma manifestação cultural da população negra

### Práticas Religiosas da Festa do Rosário na Cidade de Jardim do Seridó
A Festa da Irmandade da Nossa Senhora do Rosário, que ocorre na cidade de Jardim do Seridó, é conhecida pela música e a dança que é apresentada por um grupo na procissão e durante os cortejos que acontecem no dia da festa. A dança realizada no evento tem como nome "dança do espontão", ela também é realizada por outras irmandades que produzem a festa em suas cidades locais, porém os passos de dança podem ser diferentes dos realizados em Jardim do Seridó, isso vai depender da irmandade e da cidade que realiza a Festa de Nossa Senhora do Rosário. A dança do espontão tem esse nome devido as fitas coloridas que estão colocadas na ponta da lança, já a música é realizada por uma banda tradicional de pifaro que tem como instrumentos: pifaro, bumbo, tarol e caixa. Além disso, a festa possui alguma atrações, seu maior destaque é a coroação do rei e da rainha da irmandade que acontece anualmente e dentro da irmandade também existe outros cargos que são alternados a cada ano entre os negros da Boa Vista e os Negros de Jardim.
Os Negros do Rosário possuem uma divisão de cargos rituais que apesar das variações, que ocorreram com o tempo, ainda permanecem presentes nas atividades da festa. Existem dois grupos dentro da irmandade que ajudam a realizar a festa e o primeiro deles é os membros do Pulo, responsável por realizar a dança do espontão e pela banda de pifaro, já os membros do reinado (segundo grupo) desfilam atrás dos membros do pulo durante a procissão e os cortejos. Nos membros do pulo, existem alguns cargos e eles são o do: chefe da irmandade (responsável por treinar a coreografia encenada na dança), o porta - bandeira (vai na frente da apresentação e dança com a bandeira do santa na mão), capitão de lança (substitui o chefe, casos ele não esteja presente) e o restante dos membros são responsáveis por tocar os instrumentos, todos (tirando os músicos) devem realizar a dança do espontão.
A Irmandade de Serra Negra do Norte foi refundada nos anos 1990 com a dedicação de Geraldo Eustáquio da Silva, que liderou o processo de reativação da confraria. Registros históricos indicam que a criação original da irmandade ocorreu em 1871. Em 1990 e 1993, a confraria foi reorganizada, e iniciou-se a construção da Igreja do Rosário, que, embora ainda inacabada, foi inaugurada para a celebração da primeira festa em 1993. Durante essa ocasião, Geraldo Eustáquio da Silva foi coroado rei da irmandade, e Andreia Sandra da Silva, rainha.

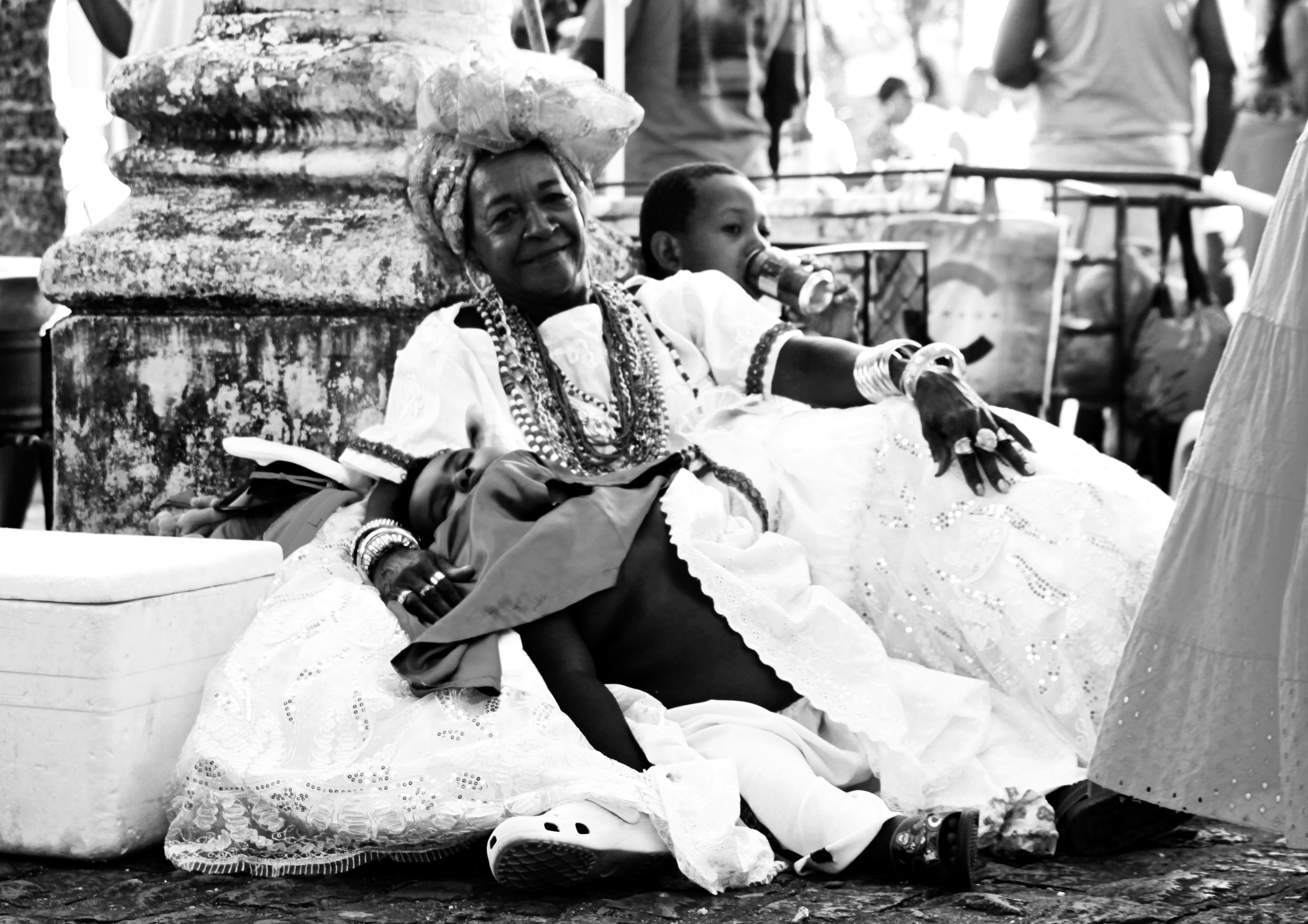
A representatividade de religiosos afro-brasileiros

### A Festa da Irmandade do Rosário como Religião na cidade de Jardim do Seridó
A irmandade dos negros do Rosário de Jardim do Seridó como religião é uma forma de cultura popular que permanece por meio de um processo de valorização dos negros do Rosário, fazendo com que os elementos sagrados de devoção sejam apresentados em ocasiões não religiosas. A devoção dos negros do Rosário de Jardim do Seridó no olhar da igreja é algo mais cultural do que religioso, as pessoas negras faziam procissões como forma de devoção e de salvação, tendo a dança do espontão como principal manisfestação de devoção a Nossa Senhora do Rosário. A dança e o canto é um louvor a Santa, essas diferentes formas de devoções muitas vezes não eram reconhecidas pela igreja e causa uma falta de originalidade em relação a legitimidade religiosa. Por isso as festas dos negros do Rosário não só em Jardim do Seridó, mas também em outras regiões do Seridó, são algo mais cultural do que religioso. Mesmo tendo a parte da religião, a festa vem de uma cultura negra.
É da cultura das pessas religiosas acontecer a festa dos padroeiros, no período da festa da irmandade de Nossa Senhora do Rosário é necessário que os padres insistam para os negros participarem do evento religioso, sendo que não percebemos a participação dos negros por completo. Eles vão para a procissão que sai da irmandade do Rosário, mas não participam das novenas. Os negros do Rosário se apresentam duas vezes por dia durante os dias de festa que são três dias, eles fazem um ritual de procissão e de cortejos seguidos da missa. Antes da missa eles entram na igreja dançando e tocando, sendo uma característica ritual deles. A devoção dos negros do Rosário se encontra na batida e no pulo, e não na forma de religiosidade promovida pelo padre de assistir a missa. É interessante que as pessoas que fazem parte das irmandades durante os outros dias do ano frequentem normalmente a missa, além disso a irmandade também é considerada o bem patrimonial que marca a identidade de uma cidade, como o caso da cidade de Jardim do Seridó.
A religião dos negros do Rosário na versão dos intelectuais se caracterizava apenas por alguns intelectuais que reconheciam a dança, a música e as coroações como momentos de religiosidade, o catolicismo negro via as festas como uma forma de integração e como uma forma de resistência das pessoas afro-brasileira, e a irmandade de Jardim do Seridó segue a perspectiva de ser uma maneira de manifestação religiosa de resistência afro-brasileira dos povos negros. Com os intelectuais, as práticas dos negros, geralmente eram descritas como uma continuidade de resistência às condições de escravidão e opressão. Essas práticas religiosas, associadas ao culto aos santos católicos e às divindades africanas, são vistas como formas de preservação da identidade e da memória cultural africana, mesmo diante da repressão imposta pela igreja. Nesse contexto, a religiosidade dos negros do Rosário é vista como uma reminiscência, ou seja, como uma memória que se mantém viva através das práticas religiosas, que ao mesmo tempo preservam a herança africana e se adaptam ao contexto brasileiro, especialmente ao integrar elementos do catolicismo. Os intelectuais, então, interpretam essas práticas como uma estratégia de resistência cultural e social, uma forma dos negros subverterem as imposições da sociedade dominante enquanto mantêm suas tradições. Essa religiosidade, é mais do que uma simples prática de fé, é um símbolo de luta contra a marginalização e a afirmação da identidade negra. Ao tratar a religiosidade dos negros do Rosário sob o ponto de vista dos intelectuais, se busca entender as múltiplas camadas dessa resistência e como ela se manifesta nas práticas religiosas, culturais sociais. A comemoração da festa de Nossa Senhora do Rosário não só em Jardim do Seridó, mas em outras regiões do Seridó também é uma estratégia de resistência cultural e social, uma forma dos negros subverterem as imposições da sociedade dominante enquanto mantêm suas tradições vivas.
O papel dos rituais religiosos afro-brasileiros, particularmente aqueles realizados pelos negros, como um ato de resistência cultural e social são inseridos no contexto das práticas religiosas dos negros, são interpretados como momentos de afirmação da identidade e de resistência à opressão histórica imposta pelas estruturas coloniais e racistas. Para os negros, os rituais não são apenas formas de expressar a fé, mas também práticas de resistência simbólica contra a marginalização e a exclusão social. Através do ritual, as comunidades afro-brasileiras reafirmam suas tradições, suas raízes africanas e sua capacidade de manter e perpetuar suas práticas culturais em meio a um cenário de dominação e repressão por parte da sociedade branca dominante. O ritual é visto como um espaço de luta pela autonomia cultural e política, onde os negros reafirmam seu protagonismo em um contexto de contínua subordinação. Através da performa atividade do ritual, essas comunidades criam momentos de ruptura com as normas impostas pela sociedade e fazem uma reapropriação de sua própria história e memória. O ritual, ao ser vivenciado e praticado de maneira coletiva, se configura como um meio de resistência, não apenas espiritual, mas também uma forma de resgatar e preservar a identidade e a cultura dos negros, sendo uma ferramenta crucial para a luta contra a opressão e a discriminação.

## Boa Vista dos Negros do Rosário

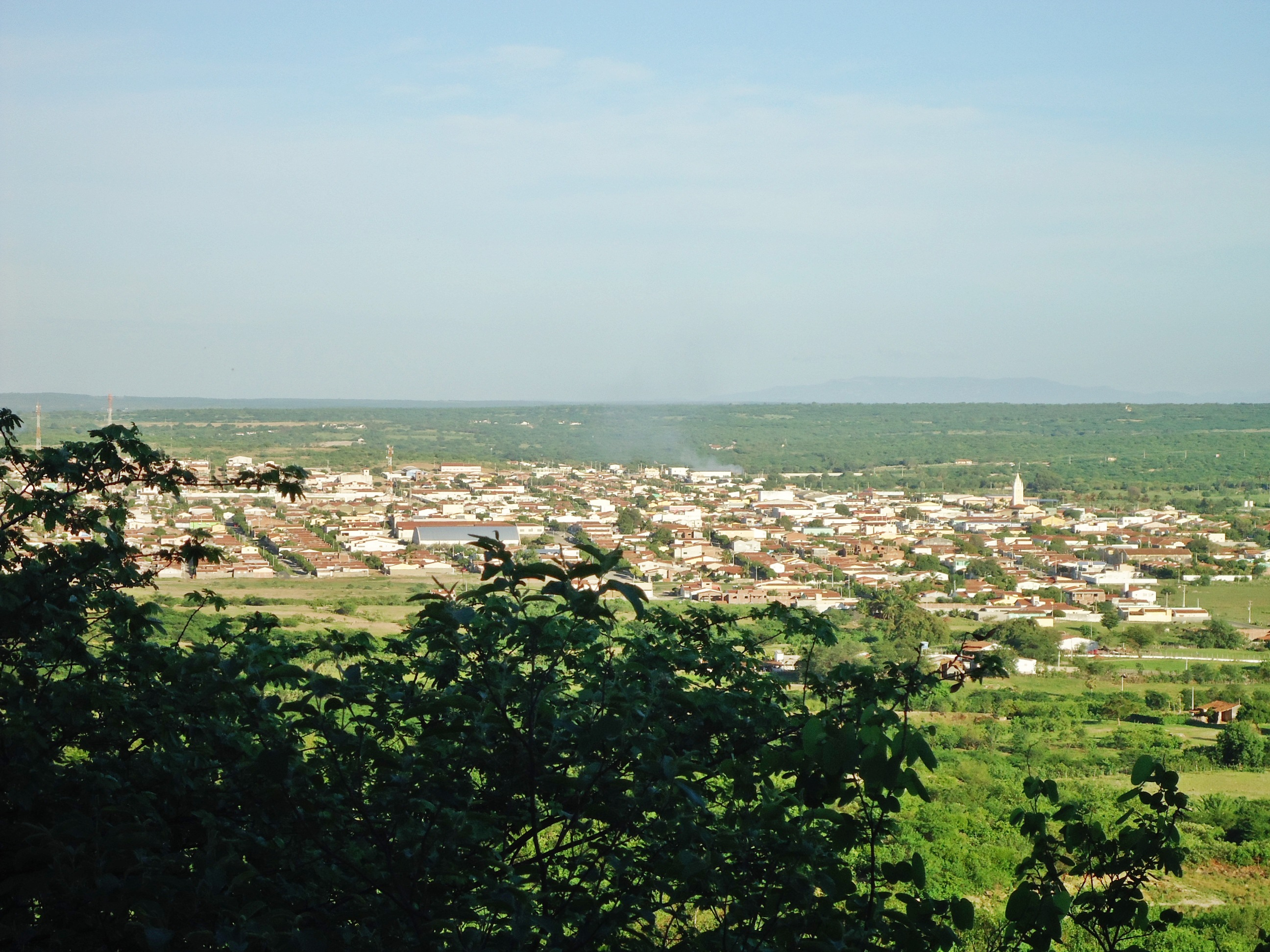
Município de Parelhas-RN

Boa Vista dos Negros é uma comunidade localizada a 15 km da cidade de Parelhas-RN. A comunidade até pouco tempo era formada especificamente somente por pessoas negras, o que depois caminhou para um processo de miscigenação, que tornou-se um elemento mais marcante na comunidade.

### História da Comunidade de Boa Vista dos Negros do Rosário
Em um período de grande estiagem uma família de retirantes tentando escapar da grande seca, encontrou uma fazenda e passou a noite nesse local. Essa fazenda pertencia ao Coronel Julião que concedeu a moradia a família. No dia seguinte a família seguiria viagem, porém o Coronel Julião pediu ao chefe de família que deixasse uma das suas filhas na fazenda para trabalhar. O pai aceitou essa proposta e deixou uma das suas filhas que tinha o nome de Tereza para prestar serviços à fazenda do Coronel Julião. Desde esse dia, Tereza viveu anos naquela fazenda sempre prestando serviços, mas nunca foi uma escrava. Algum tempo depois ela deixou a fazenda em decorrência da sua gravidez e passou a morar em terras doadas pelo seu tutor, é declarado em alguns relatos que o pai do filho de Tereza era o Coronel Julião. O fato é que as terras que Tereza passou a morar após a notícia da sua gravidez constituem às terras da Comunidade Boa Vista.

### A irmandade de Nossa Senhora do Rosário em Boa Vista
Zé Vieira, morador antigo que morreu no ano de 2007 aos 82 anos, foi membro da irmandade do Rosário e passou por vários cargos, de Rei a Saltador. Ele deixou suas grandes contribuições, mas não chegou a ver a Capela de Nossa Senhora do Rosário terminada, pois faleceu ainda durante a construção. A irmandade do Rosário é muito respeitada e relevante para a Comunidade de Boa Vista. É uma congregação religiosa que compartilha da cultura negra para outras localidades, tendo como principal característica a religiosidade, sobretudo a fé em Nossa Senhora do Rosário.

### Comunidade de Boa Vista dos Negros
Esta comunidade é composta em sua maioria por pessoas negras, que possuem o hábito de praticar a dança conhecida como Espontão. A comunidade da Boa Vista foi se modificando durante os anos, como exemplo as casas que antes eram de taipa, não existem mais. Esta comunidade ainda continua utilizando da agricultura, além do mais, teve mais um acréscimo da forma de renda, a parte econômica que são as cerâmicas. Nesta comunidade têm-se a igreja, associação comunitária e tinham grupos de danças, como Pérola Negra, Quilombinho, Percussão e Negros do Rosário. Alguns grupos deixaram de existir nesta comunidade, mas o grupo dos negros do Rosário ainda é mantido. A festa do Rosário é feita duas vezes, uma em Jardim do Seridó e a outra na comunidade da Boa Vista. Durante a festa que ocorre na comunidade no mês de outubro, é realizado procissões, novenas e a coroação do rei a rainha do ano, e nesta comemoração, os grupos de Jardim do Seridó e da Boa Vista se torna um só grupo. E tem também o grupo da cidade de Caicó que participa da festa. Já as festividades do Rosário no mês de dezembro são realizadas na cidade de Jardim do Seridó, e é dito que lá o grupo da Boa Vista são acolhidos e ficam hospedados na irmandade e, durante os dias 30 até o dia 1º são dias que ocorrem mais festas. Nestes dias se seguem um cronograma, no primeiro dia é realizado uma missa e uma banda que fica em frente a irmandade, enquanto no segundo dia tem a passagem do ano, a missa de meia-noite e as batucadas, já no terceiro e último dia têm-se uma procissão nas ruas de Jardim até a igreja e, neste dia que se escolhem o rei e rainha do ano.